# Дік Квекс
Дік Квекс  (англ. Dick Quax; 1 січня 1948 — 28 травня 2018) — новозеландський легкоатлет, олімпійський медаліст.

## Виступи на Олімпіадах
| Олімпіада     | Дисципліна           | Місце     |
| ------------- | -------------------- | --------- |
| Мюнхен 1972   | біг на 5000 метрів   | 9 h2 r1/2 |
| Монреаль 1976 | біг на 5000 метрів   | 2         |
| Монреаль 1976 | біг на 10 000 метрів | 9 h3 r1/2 |